# Benjamin Wood (1787–1845)
Benjamin Wood (ur. 1787, zm. 13 sierpnia 1845) – brytyjski polityk Partii Wigów, deputowany Izby Gmin.

## Działalność polityczna
W okresie od 24 stycznia 1840 do śmierci 13 sierpnia 1845 reprezentował okręg wyborczy Southwark w brytyjskiej Izbie Gmin.